# Szilard Huszank

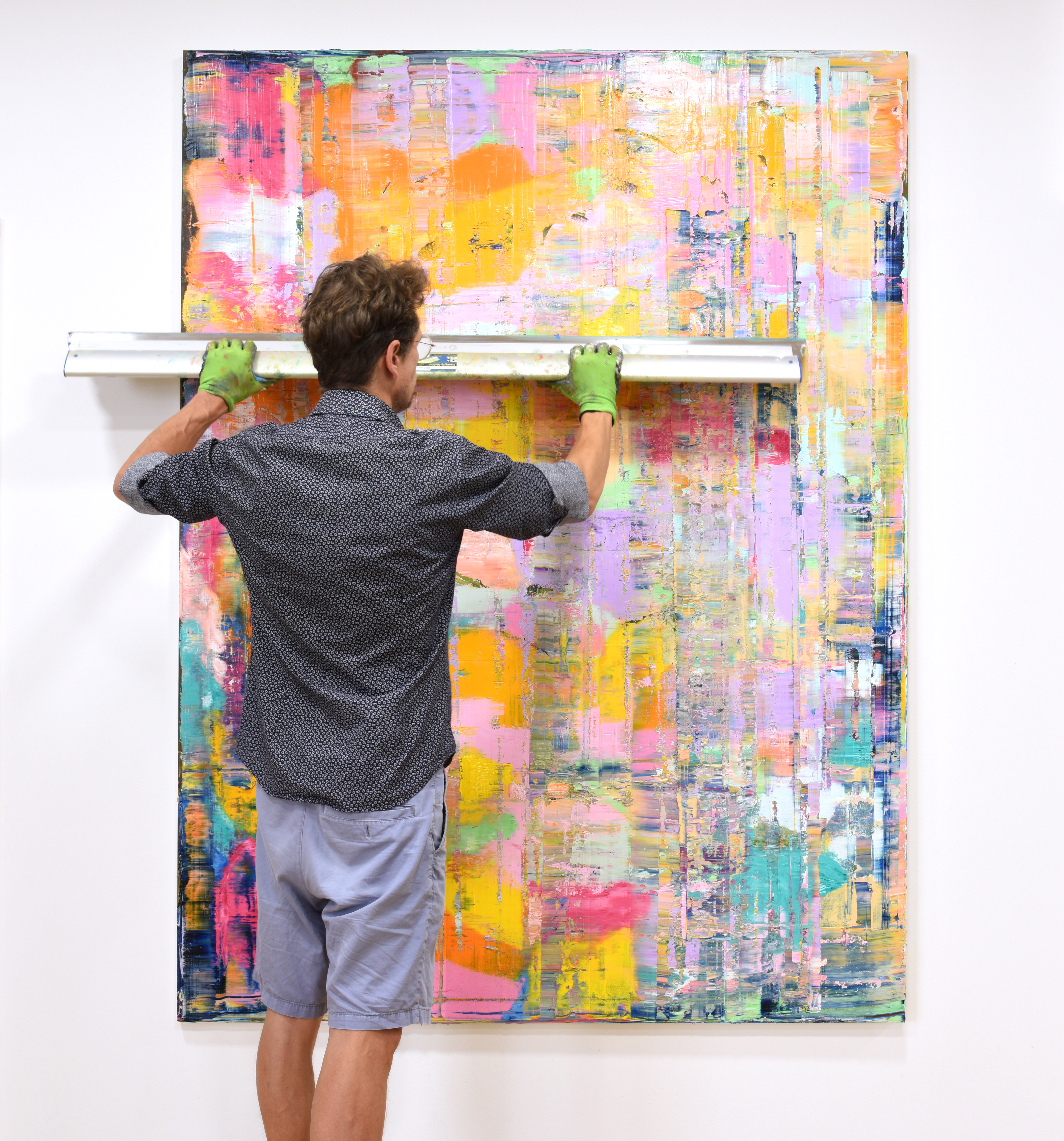
Szilard Huszank im Studio, 2023

Szilard Huszank (* 1980 in Miskolc, Ungarn) ist ein ungarisch-deutscher Maler und Grafiker.
Szilard Huszank studierte von 2001 bis 2008 an der Ungarischen Akademie der Bildenden Künste in Budapest bei Zsigmond Károlyi und Dóra Maurer anschließend von 2003 bis 2009 an der Akademie der Bildenden Künste in Nürnberg bei Diet Sayler und Peter Angermann und École des Beaux-Arts de Marseille. Er ist Mitglied im Deutschen Künstlerbund.
2010 heiratete Huszank die Grundschullehrerin Nadja Wagner. Die Ehe endete nach dreizehn Jahren durch Scheidung. Aus der Ehe gingen zwei Kinder hervor. Huszank lebt und arbeitet in Augsburg.

## Preise, Förderungen (Auswahl)
- 2016 PHÖNIX Kunstpreis[1]
- 2012 Kunstpreis der Nürnberger Nachrichten
- 2009 Alfred Toepfer Stipendium

## Einzelausstellungen (Auswahl)
- 2023 „Landscapes of the Mind“  Galerie Tanit, Beirut / Lebanon
- 2023 „WHERE HAS ALICE GONE?“ Kunstverein Ludwigsburg
- 2023 „Psycholand“ Kunstverein Bobingen
- 2023 „Early Colors“ Kunstraum Landratsamt Augsburg
- 2022 „Imagine“ Galerie Tanit, München
- 2022 „I Just Keep Painting“ Foley Gallery, New York City
- 2021 „I Just Keep Painting“ Galerie Michael Heufelder, München
- 2021 „I Just Keep Painting“ Galerie mir der blauen Tür, Nürnberg
- 2019 „Szilard Huszank, Gently Down the Stream“ Foley Gallery, New York
- 2018 „Szilard Huszank, Recent Paintings of an Immigrant“ Galerie Robert Drees, Hannover
- 2018 „Szilard Huszank, Recent Paintings of an Immigrant“ Galerie mit der blauen Tür, Nürnberg
- 2018 „Szilard Huszank, Recent Paintings of an Immigrant“ Galerie Michael Heufelder, München
- 2017 „Szilard Huszank - Neue Werke“ Galerie Springmann, Freiburg
- 2016 „Die neue Landschaftsmalerei“ Galerie mit der blauen Tür, Nürnberg
- 2016 „PHÖNIX KUNSTPREIS“ Evangelische Akademie Tutzing
- 2016 „Szilard Huszank - a foreign land“ Galerie Springmann, Freiburg
- 2015 „Szilard Huszank, Malerei“ Stadttheater Fürth
- 2015 „Szilard Huszank, a foreign land“ Schwäbische Galerie im Volkskundemuseum Oberschönenfeld, bei Augsburg[2]
- 2015 „Szilard Huszank“ 5 PIECES GALLERY, Bern, Schweiz
- 2015 „Szilard Huszank, a foreign land“ Kunstverein Rosenheim[3]
- 2015 „Szilard Huszank, a foreign land“ Galerie Michael Heufelder, München
- 2014 „Szilard Huszank, fiction landscape“ Galerie Seeling, Fürth
- 2014 „Landschaften“ Galerie Claudia Weil, Friedberg
- 2013 „Szilard Huszank, Fiktion Landschaft“ kunst galerie fürth[4]
- 2013 „Szilard Huszank, fiction landscape“ Galerie Angelika Blaeser, Düsseldorf
- 2012 „Szilard Huszank, Kleine Bilder“ Galerie Lutz, Nürnberg
- 2012 „Szilard Huszank, Imaginäre Landschaften“ Galerie Wagner + Marks, Frankfurt am Main
- 2011 „consciously – unconsciously“ Galerie Seeling, Fürth
- 2010 „bewusst – unbewusst“ Galerie im Georgshof, Alfred Toepfer Stiftung F.V.S. in Hamburg
- 2010 „bewusst – unbewusst“ Stadtgalerie im Elbeforum Brunsbüttel[5]
- 2010 „consciously – unconsciously“ Ausstellungshalle der Akademie der Bildenden Künste in Nürnberg
- 2009 „Des Visages à Marseille“ Galerie Destillarta, Roßtal
- 2009 „Peut-être à bientôt“ Galerie Seeling, Fürth
- 2009 „Des Visages à Marseille“ Galerie du Tableau, Marseille
- 2008 „Theater-Bilder“ Staatstheater Nürnberg

## Belege
1. ↑  "Edmund Stoiber" verleiht Phönix 2016 an Szilard Huszank - Evangelische Akademie Tutzing. In: Evangelische Akademie Tutzing. 29. April 2016 (ev-akademie-tutzing.de [abgerufen am 5. Februar 2018]).
2. ↑  2016. Abgerufen am 5. Februar 2018.
3. ↑  Szilard Huszank | Kunstverein Rosenheim e.V. Abgerufen am 5. Februar 2018 (deutsch).
4. ↑  Hans-Peter Miksch: Kunst Galerie Fürth - Szilard Huszank, Landschaftsmalerei, Wirklichkeit als Fiktion, kunst galerie fürth, Fürth, Kunst in Fürth, neue Malerei. Abgerufen am 5. Februar 2018.
5. ↑  Frank Wessel, www.wescomtec.de: Stadtgalerie Brunsbüttel. Archiviert vom Original (nicht mehr online verfügbar) am 6. Februar 2018; abgerufen am 5. Februar 2018.  Info: Der Archivlink wurde automatisch eingesetzt und noch nicht geprüft. Bitte prüfe Original- und Archivlink gemäß Anleitung und entferne dann diesen Hinweis.

| Personendaten    | Personendaten                          |
| ---------------- | -------------------------------------- |
| NAME             | Huszank, Szilard                       |
| KURZBESCHREIBUNG | deutsch-ungarischer Maler und Grafiker |
| GEBURTSDATUM     | 1980                                   |
| GEBURTSORT       | Miskolc, Ungarn                        |